# Johann Christoph Vielstich
Johann Christoph Vielstich (* 1722 in Braunschweig; † 12. Januar 1800 in Lesum) war ein deutscher Porzellanmaler, Ofenfabrikant und Fayencehersteller.

## Leben
Vielstich war der Sohn von Martin Friedrich Vielstich († 1752), der unter anderem in der herzoglichen Fayencemanufaktur in Braunschweig als Werkmeister tätig war. Vielstich, der von 1748 bis 1750 in Hamburg beim Töpfermeister und Ofenfabrikanten Henning Dettleff Hennings als Geselle gearbeitet hatte, richtete 1751 die Fayencemanufaktur Aumund mit ein, die er bis 1755 als Werkmeister leitete. Als hier französische Meister eingestellt wurden, eröffnete er in Lesum eine eigene „Pottbäckerei und Fayence-Fabrik“, in der er „eine besondere Art von Keramik und Kachelöfen“ herstellte. Seine Produkte waren in ganz Norddeutschland verbreitet. Erhalten sind unter anderem Öfen auf dem Gut Riensberg sowie im Schloss Schönebeck.
In den Jahren 1756 bis 1758 waren zwei Brennöfen in Betrieb, in denen Vielstich überwiegend irdene Gefäße hergestellte, aber auch „feines Geschirr von allerlei Facon und Couleur“. Vielstich betrieb zudem auch einen Hausierhandel. Er verkaufte seine Fayencen und sein irdenes Gebrauchsgeschirr auf den Märkten von Bremen, Braunschweig, Lüneburg, Scharmbeck, Oldenburg, Rodenkirchen und Varel. Für den Vertrieb seiner Waren hatte er dafür feste Lager in Bremen, Lüneburg und Varel eingerichtet. Im Jahr 1773 liefen die Geschäfte so schlecht, dass ein Konkursverfahren eröffnet wurde. Die Manufaktur wurde von Tjark Brinkama erworben, einem Schwager Vielstichs, der als Müller in Grohn und Vegesack tätig war. Vielstich war dort weiterhin bis zu seinem Tod am 12. Januar 1800 beschäftigt. Anschließend wurde die Fabrik geschlossen. Zu den Produkten zählten neben Irdenwaren und gewöhnlichem Gebrauchsgeschirr auch Tischplatten, Schreibzeuge, Potpourris, Figuren, Wandfliesen und Kachelöfen.
Vielstich war seit dem Jahr 1752 mit Hanna Steinmeyer aus Grohn verheiratet. Sein Sohn Jacob wurde 1757 geboren. Ein weiterer Sohn namens Friedrich war als Maler in der Fabrik tätig.